# Museo de los Condestables de Castilla
El museo de los Condestables de Castilla es un museo de la ciudad burgalesa de Medina de Pomar. Se sitúa al sur de la ciudad dentro del Monasterio de Santa Clara dotado en sí mismo de gran valor histórico, artístico y arquitectónico. El monasterio es habitado desde su fundación hace siete siglos por Sancho Sánchez de Velasco, perteneciente a una de las familias más importantes de la Baja Edad Media castellana, por una comunidad de Clarisas dedicadas a la oración y al trabajo. En 2013, cuando se cumple el VII centenario de su fundación, el monasterio abre un recinto del convento y lo convierte en un espacio museístico que permite acercarnos al contexto histórico en el que se fundó el monasterio y el papel desempeñado por la familia de los Velasco.
El recorrido museístico que discurre por cinco salas, expone interesantes piezas de arte sacro del patrimonio medinés, testimonio de la importancia del monasterio durante la Edad Media. Destacamos de entre su programa expositivo la talla del Cristo yacente, del escultor del barroco español Gregorio Fernández. El museo alberga también obras pictóricas, así como textiles, documentos, orfebrería y joyería entre otros.

## Historia
En 1313 Sancho Sánchez de Velasco (adelantado mayor de Castilla del rey Alfonso XI) funda junto a su esposa Sancha el monasterio de Santa Clara en Medina de Pomar y manda construir junto al monasterio una iglesia y panteón para el enterramiento de los miembros de su poderosa familia. El monasterio influyó en la vida social, económica, cultural y religiosa de Medina de Pomar gracias a que los Condestables de Castilla estuvieron íntimamente ligados a él durante siglos.
El primitivo edificio no tuvo la extensión que hoy ocupa (5000 m²), sino que fue aumentándose poco a poco hasta que la planta definitiva quedó terminada hacia 1532.
En abril de 1992 fue declarado BIC, Bien de Interés Cultural, en categoría de Monumento. (Decreto 58/1992, de 2 de abril, publicado en el BOE el 26 de mayo de 1992)
En 2013 cumplió su VII Centenario y abrió nuevos espacios museísticos en el claustro y la sala capitular. 
Hoy en día el monasterio dispone también de una hospedería ubicada en lo que en su día fueron las antiguas viviendas del capellán, de la mandadera y de los colones del monasterio.

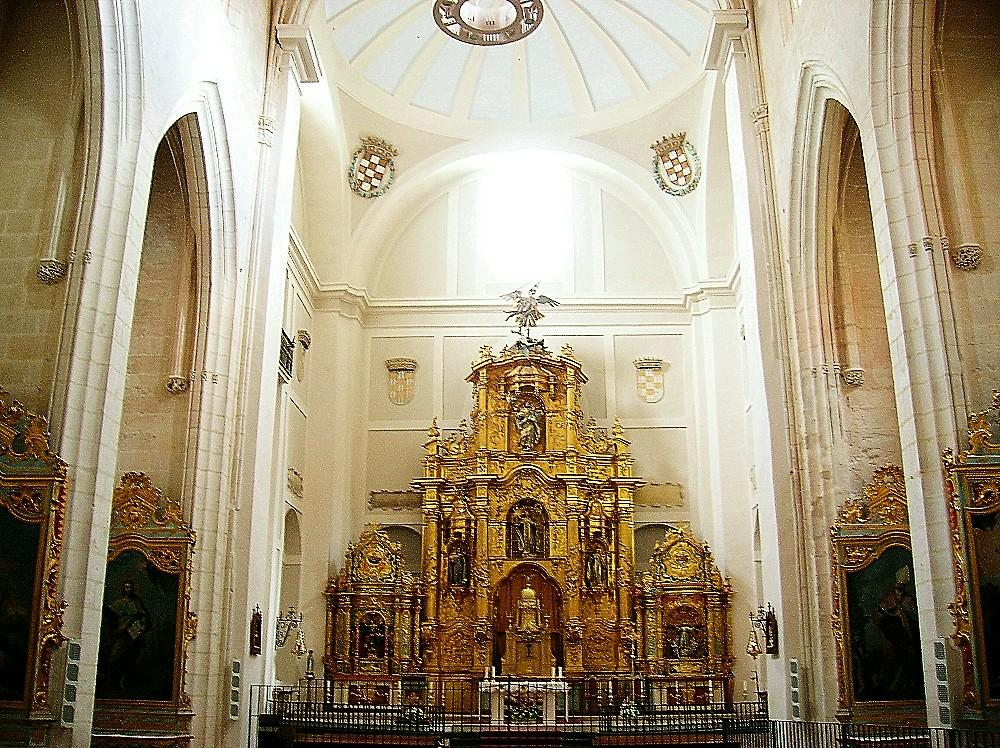
Iglesia del monasterio

## Pintura

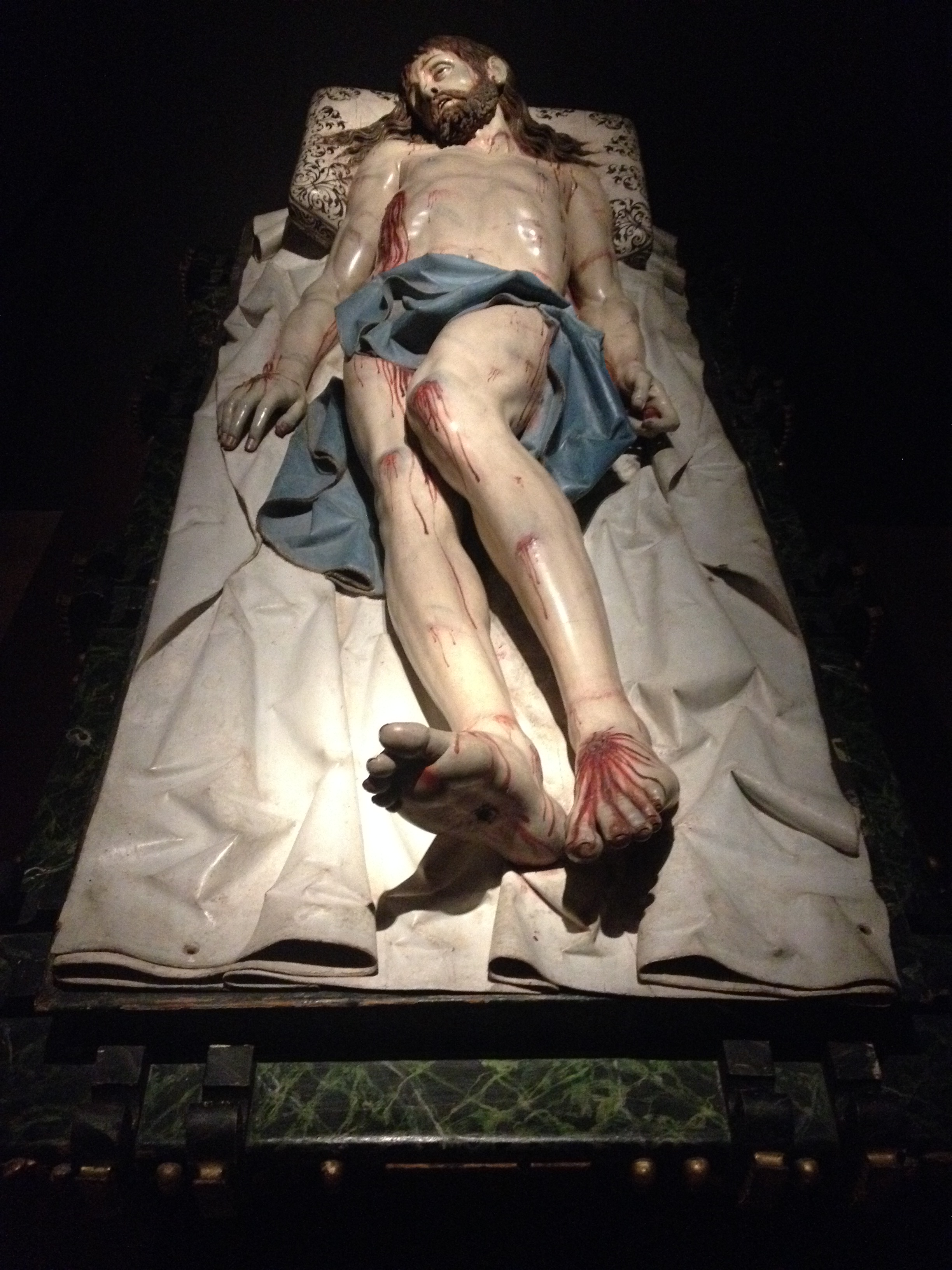
Cristo yacente, de Gregorio Fernández

El cuadro más destacado de la colección es la tabla flamenca del siglo XV del popular pintor de origen alemán Hans Memling, La Adoración de los Reyes Magos (1430-1494). Formaba parte de un tríptico, y aúna todas las características del arte flamenco, como la pintura en pequeño formato, minuciosa y detallista, los fondos paisajísticos, etc. Es una de las primeras representaciones que hay del rey mago negro. 
En la misma sala se expone la obra de composición triangular del pintor flamenco Hendrick de Clerck, la Sagrada Familia, fechada en 1604 en la que se representa a la sagrada familia y a Sta. Ana.
Se encuentra también un cuadro que representa a Iñigo III Fernández de Velasco, uno de los pocos retratos que se conservan de la familia Velasco.

## Escultura
En la cripta o pudridero, como también se conoce, se hallan sendos sepulcros de la familia Velasco y se encuentra la mejor pieza de toda la exposición: el Cristo yacente, del escultor barroco de la Escuela de Valladolid, Gregorio Fernández. Esta talla en madera policromada es uno de los mejores trabajos del escultor y representa a Cristo muerto sobre un sudario reflejando con gran realismo el cuerpo de Cristo agotado por el dolor. El artista utilizó postizos como cristal para los ojos, resinas para el sudor y las lágrimas, marfil para los dientes, corcho para los coágulos de sangre y asta de toro para las uñas para dotar de un mayor realismo a la imagen. La madera de nogal con la que está tallado permite aumentar el dramatismo de la imagen de anatomía perfecta.
Esta talla está considerada una de las cinco mejores obras del escultor del barroco castellano que supo traducir la expresión de los sentimientos en esculturas en las que conviven en perfecta armonía el deleite estético y una honda expresividad religiosa.

## Textiles
Junto a la pintura se halla la obra de tipo textil. Bordadas en oro y plata se exponen capas pluviales, casullas y dalmáticas pertenecientes al monasterio y fechadas entre el siglo XVI y XVIII y vestidos de los niños Jesús para los que durante un tiempo existió la tradición de cambiarles de ropa. Se muestra así mismo un paño fúnebre de tamaño considerable fechado en 1528 perteneciente a la familia Velasco.

## Documentos y arte sacro
Dentro de la sala capitular de tradición mudéjar y temática plateresca, considerada como la de mayor interés artístico, histórico y arquitectónico del municipio se exponen interesantes documentos que revelan la importancia que tuvo el monasterio en la Edad Media debido a las relaciones que mantenía con papas, nobles y reyes.
En esta sala además de varios cálices y obras de joyería, destacan dos piezas: una es el Relicario de los Siete Círculos, en cristal de roca y guarnecido en plata labrada, que contiene una pequeña reliquia del Lignum Crucis. Y el Cristo de Lepanto, uno de los tres crucifijos tallados en marfil en 1571 que el Papa Pío V entregó a cada nación que luchó en la batalla de Lepanto.